# Contignano
Contignano ist ein Ortsteil (Fraktion, italienisch frazione) der Gemeinde Radicofani in der Provinz Siena, Region Toskana in Italien.

## Geografie
Der Ort liegt etwa 10 Kilometer nördlich des Hauptortes Radicofani und rund 50 Kilometer südöstlich der Provinzhauptstadt Siena im Orciatal (Val d’Orcia). Contignano liegt im Bistum Montepulciano-Chiusi-Pienza und ist somit dem Erzbistum Siena-Colle di Val d’Elsa-Montalcino unterstellt. Contignano liegt bei 479 Metern und hat ca. 280 Einwohner. Nächstgelegener Ort neben dem Hauptort Radicofani ist Bagni San Filippo, Ortsteil von Castiglione d’Orcia. Pienza, Monticchiello (Ortsteil von Pienza) und Chianciano Terme liegen ca. 10 km entfernt. Der Ort liegt auf einem Hügelrücken zwischen den Flüssen Formone und Orcia, ca. 4 km südlich von deren Zusammenfluss.

## Geschichte

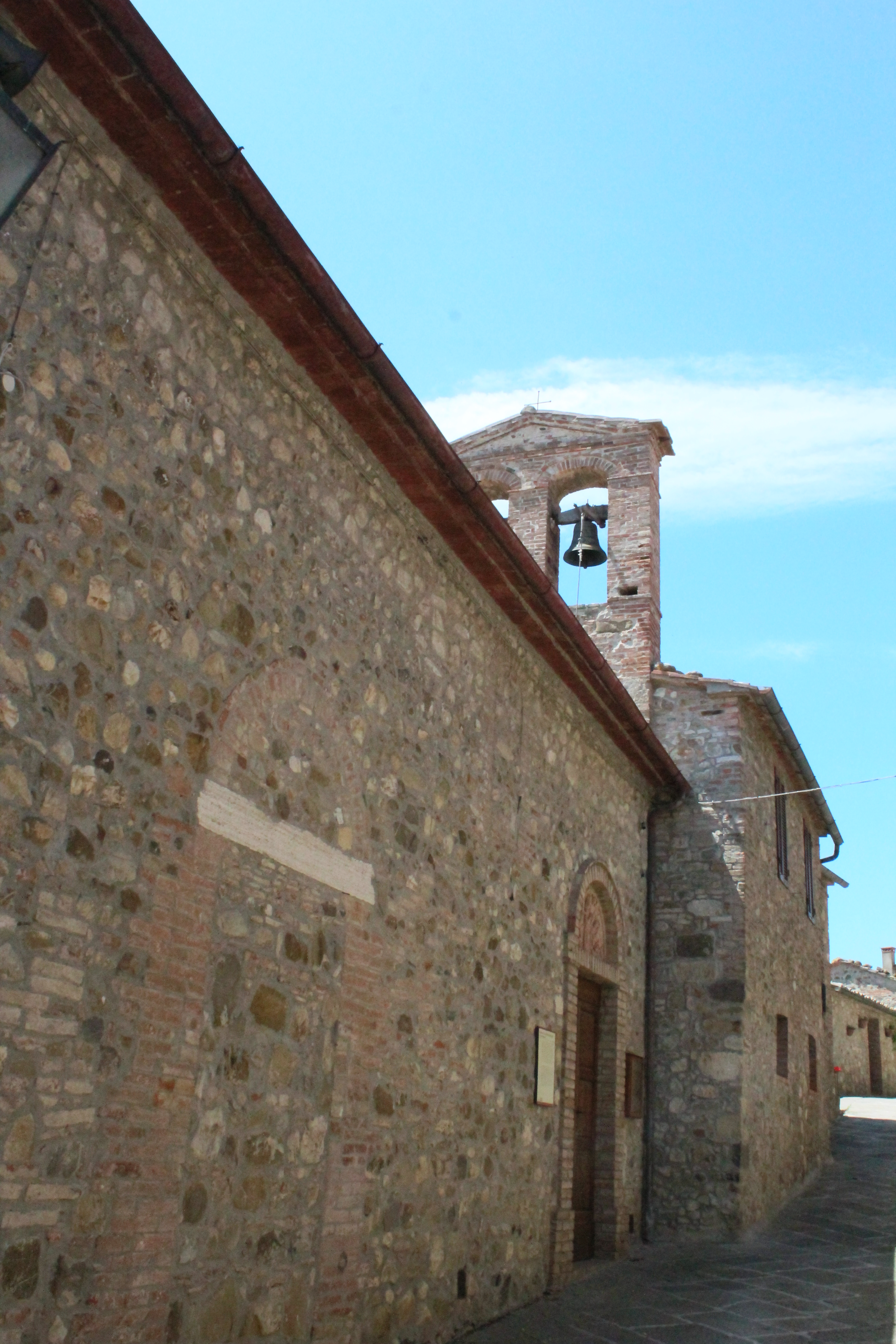
Die Kirche Santa Maria Assunta im Ortskern.

Erstmals erwähnt wurde der Ort 1028, als Ildebrando IV der Aldobrandeschi (Ildebrando degli Aldobrandeschi) Contignano an Foscolo di Pietro verkaufte. Sein Sohn und seine Frau Maiza erbten den Ort und vermachten ihn ein Jahr später an das Kloster San Salvatore di Monte Amiata. Die Schenkung wurde 1210 von Otto IV. bestätigt. Im frühen 14. Jahrhundert gehörte Contignano den Farnese, die 1303 unter Pietro di Ranuccio di Pepone Farnese zu dem Ort kamen und 1313 mit Orvieto paktierten. 1339 änderten die Farnese ihre Bündnisse und unterstellten sich Siena, trotzdem kam es 1379 zu der Situation, das sich die Bevölkerung von Contignano für Siena die Bretoni, Verbündete der Farnesi, bekämpfte und besiegte. Am 6. August 1390 verkauften die Farnese den Ort für 5000 Fiorini an Cione Salimbeni (Cione di Sandro Salimbeni, † 2. März 1397 in Castiglione d’Orcia). Auf ihn folgte sein Sohn Niccolò di Cione di Sandro, Cocco genannt, der in offener Feindschaft zu Siena stand. Dieser schloss 1405 (einen vorläufigen) Frieden mit Siena, wurde aber im Dezember 1409 von der Bevölkerung des Ortes verwiesen. Am 7. Dezember 1409 übernahm Siena die Herrschaft im Ort und garantierte dabei eine Autonomie sowie wirtschaftliche Vorteile.
Von 1501 bis 1515 unterstand Umgebung und der Ort selbst mit Ausnahme der Burg dem Antonio Giordano aus Venafro, zur damaligen Zeit Berater des Pandolfo Petrucci. Nach dessen Tod 1512 überwarf sich Giordano drei Jahre später mit Borghese Petrucci und verließ die Republik Siena. Nach der Niederlage der Republik Siena 1555 gegen Florenz und den vier weiteren Jahren des Widerstands im Exil von Montalcino gelangte 1559 nach dem Frieden von Cateau-Cambrésis auch Contignano in das Großherzogtum Toskana. Im Auftrage von Großherzog Cosimo III. de’ Medici gab Bartolomeo Gherardini den Ort 1676 an die Bandinelli (Cerretani Bandinelli Paparoni, auch Bianchi Bandinelli).
Seit dem 1. Januar 1778 ist Contignano ein Ortsteil von Radicofani.

## Sehenswürdigkeiten

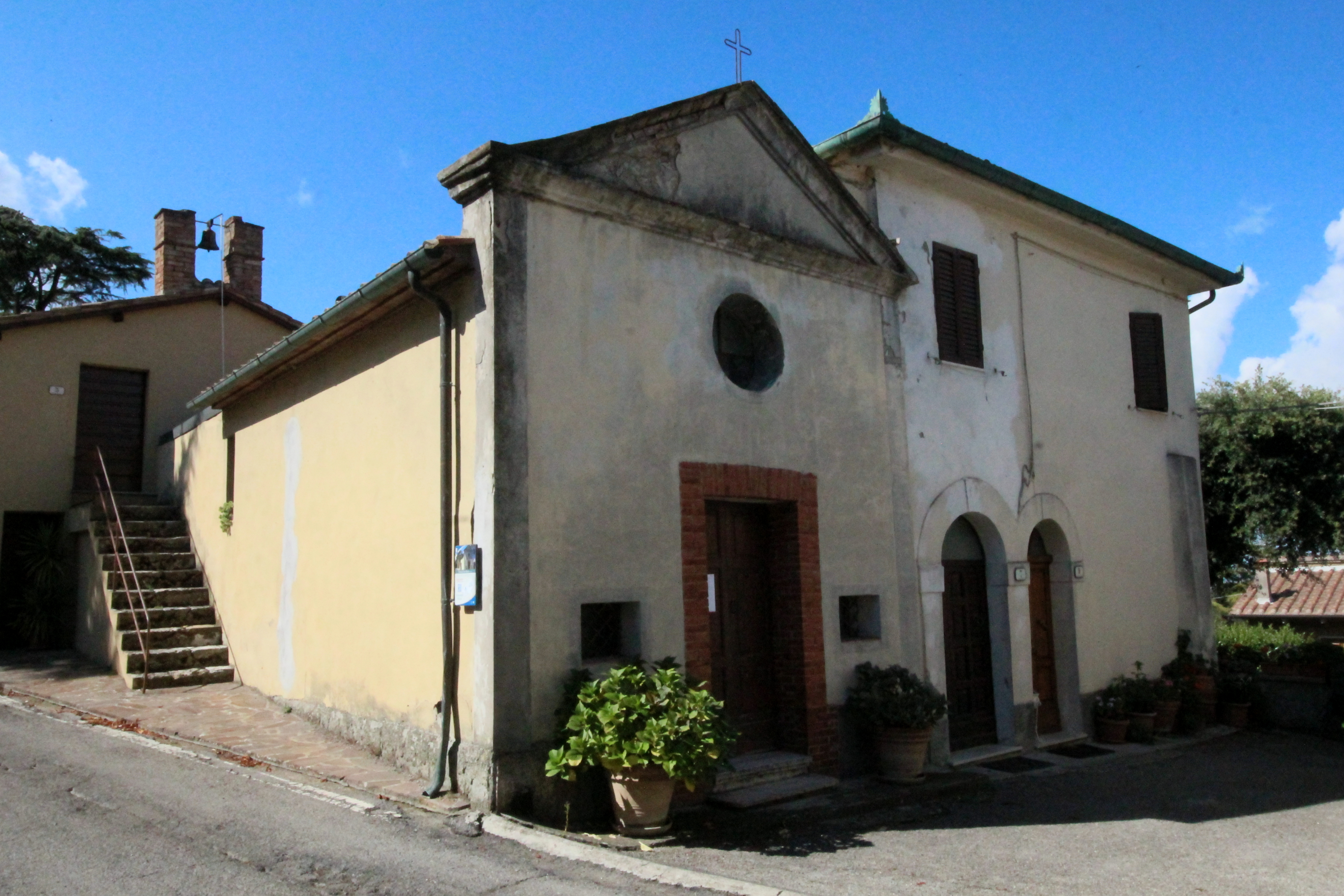
Die Kirche San Rocco kurz außerhalb des Ortskerns

- Santa Maria Assunta, Kirche im Ortskern, die bereits 1293 als Nebenstelle des Klosters San Salvatore di Monte Amiata erwähnt wurde. Enthält die Gemälde Apparizione della Vergine ai Santi Eustachio e Francesco (Francesco unsicher) und Incoronazione della Vergine e Santi, beide Werken befinden sich der Fassadenrückseite (Controfacciata), stammen aus dem frühen 17. Jahrhundert und wurden von der heute nicht mehr aktiven Pieve von Sant’Eustachio a Castelvecchio unweit des Ortes[4] (auch Castelvecchio d’Orcia[7]) nach hier gebracht. Am rechten Altar befindet sich ein Tafelgemälde aus dem 16. Jahrhundert (Incoronazione della Vergine, Scuola senese), am linken Altar ist das Gemälde Crocifissione (spätes 15. Jahrhundert) angebracht.[4]
- Porta del Castello, Wehrtor am Cassero/Castello (auch Torrione genannt).[8]
- Porticciola, nördliches und sekundäres Wehrtor.[8]
- Torre del Fortilizio, heute noch bestehender Turm an der Porta del Castello, damals der Hauptturm der Wehranlage. Heute ein Wohngebäude.[9]
- San Rocco, Kapelle kurz außerhalb der Wehrmauern. Enthält das Fresko Madonna col Bambino e i Santi Rocco e Sebastiano eines unbekannten seneser Künstlers aus dem 16. Jahrhundert.[4]

## Regelmäßige Veranstaltungen
- Sagra del Raviolo, seit 1971 jährlich im August stattfindendes Ravioli-Fest.[9]

## Verkehr
- Der Ort liegt ca. 10 km entfernt von der heutigen Staatsstraße 2 (SS 2) Via Cassia.

## Palio del Bigonzo
- Der Palio findet seit 2006 jährlich am 8. September im Hauptort Radicofani zu Ehren der Madonna delle Vigne statt. Hierbei stehen sich die Contraden Castello, Borgo Maggiore, Castel Morro und Bonmigliaccio gegenüber.[10] Seit 2012 darf auch der Ortsteil Contignano am Rennen teilnehmen und gewann seitdem jedes Rennen.[11]

## Bilder

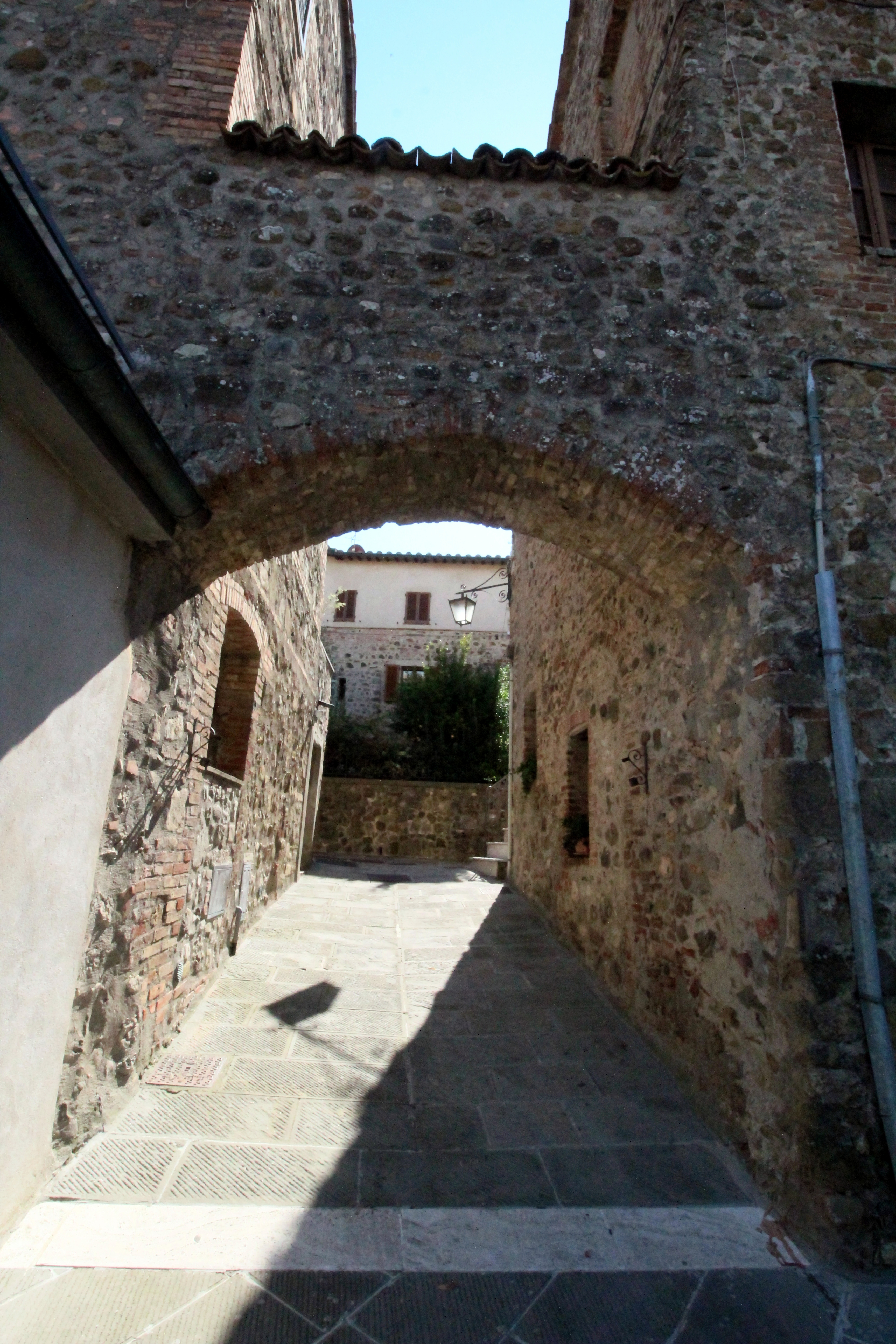
Porticciola, nördliches Wehrtor
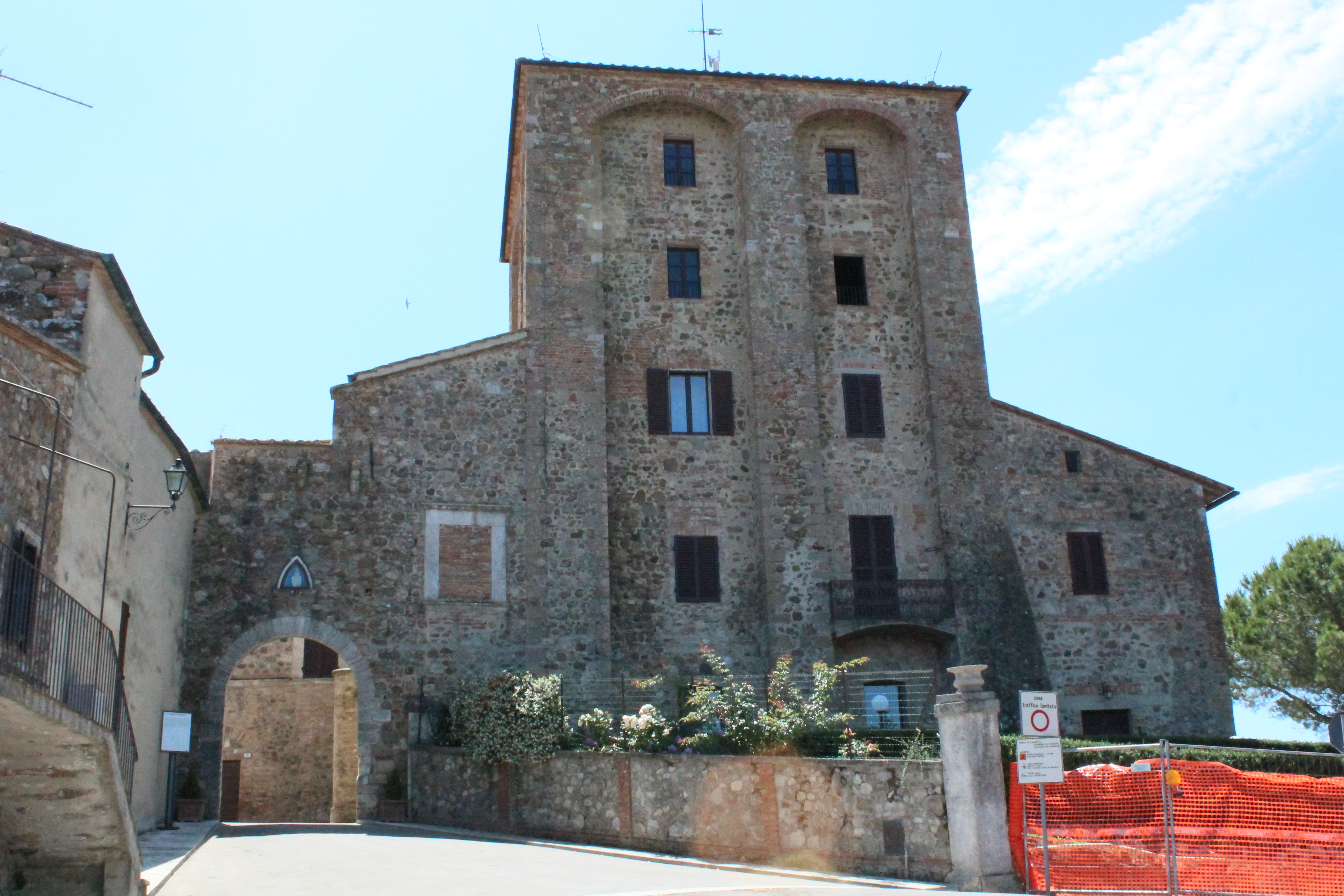
Wehrtor Porta del Castello mit dem Torrione Torre del Fortilizio (del Castello, del Cassero)
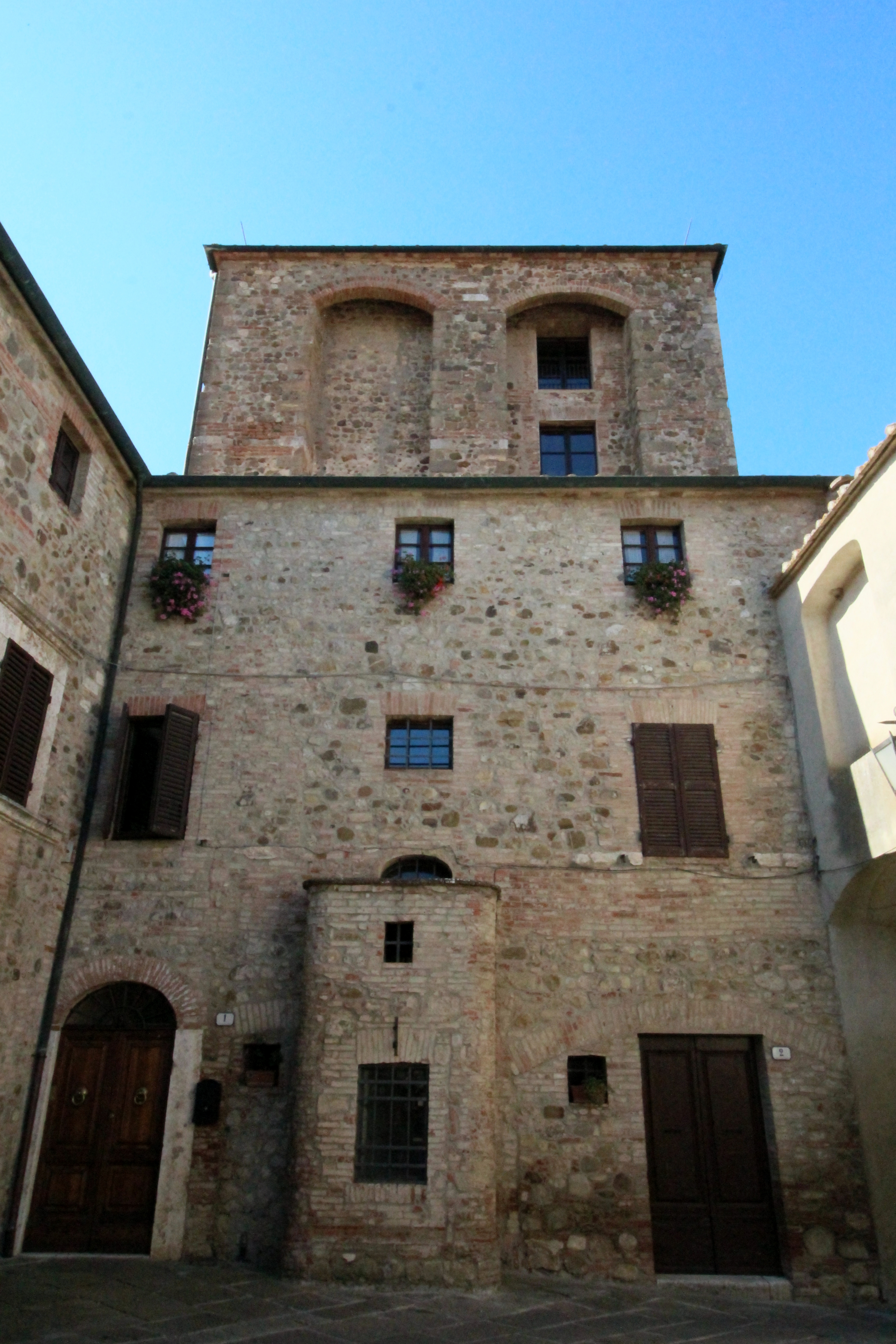
Der Torrione Torre del Fortilizio (del Castello, del Cassero) von innerhalb der Wehrmauern gesehen.